# Фуфлыгин, Виктор Сергеевич
Виктор Сергеевич Фуфлыгин — советский хозяйственный, государственный и политический деятель, Герой Социалистического Труда.

## Биография
Родился в 1932 году в селе Трусово. Член КПСС.
С 1951 года — на хозяйственной, общественной и политической работе. В 1951—1982 гг. — электрик на Орехово-Зуевском заводе «Карболит», солдат Советской Армии, машинист скрепера, бульдозера на приисках «Перспективный», «Широкий» в Сусуманском районе, бригадир комплексной бригады прииска «Буркандья» Сусуманского горнопромышленного управления Министерства цветной металлургии СССР, заместитель начальника стройуправления, освобожденный председатель объединённого комитета профсоюзов треста «Магадангорстрой».
Указом Президиума Верховного Совета СССР от 20 мая 1966 года присвоено звание Героя Социалистического Труда с вручением ордена Ленина и золотой медали «Серп и Молот».
Делегат XXIV съезда КПСС.
Умер в Магадане в 1982 году.